# Torneo WTA de Bogotá 2023
La Copa Colsanitas 2023 fue un evento de tenis WTA 250 que se disputó en Bogotá (Colombia), en el Club El Country, en canchas de polvo de ladrillo al aire libre, entre el 1 y el 9 de abril de 2023.

## Distribución de puntos
| Modalidad           | Campeona | Finalista | Semifinales | Cuartos de final | 2ª ronda | 1ª ronda | Clasificadas | 2ª ronda de clasificación | 1ª ronda de clasificación |
| Individual femenino | 280      | 180       | 110         | 60               | 30       | 1        | 18           | 12                        | 1                         |
| Dobles femenino     | 280      | 180       | 110         | 60               | 1        | -        | -            | -                         | -                         |

## Cabezas de serie

### Individuales femenino
| Tenista          | Ranking | Preclasificada |
| Elise Mertens    | 39      | 1              |
| Tatjana Maria    | 65      | 2              |
| Nuria Párrizas   | 88      | 3              |
| Kamila Rakhimova | 92      | 4              |
| Sara Errani      | 99      | 5              |
| Laura Pigossi    | 102     | 6              |
| Sara Sorribes    | 106     | 7              |
| Nadia Podoroska  | 107     | 8              |

- Ranking del 20 de marzo de 2023.[2]

### Dobles femenino
| Tenista                              | Ranking | Preclasificada |
| Natela Dzalamidze Kamilla Rakhimova  | 153     | 1              |
| Kaitlyn Christian Sabrina Santamaria | 168     | 2              |
| Aliona Bolsova Andrea Gámiz          | 171     | 3              |
| Olivia Tjandramulia Fang-hsien Wu    | 200     | 4              |

## Campeonas

### Individual femenino
Tatjana Maria venció a  Peyton Stearns por 6-3, 2-6, 6-4

### Dobles femenino
Irina Khromacheva /  Iryna Shymanovich vencieron a  Oksana Kaláshnikova /  Katarzyna Piter por 6-1, 3-6, [10-6]